# パウロ・ロベルト・ローシャ
パウリーニョ・クリシューマ（Paulinho Criciúma）ことパウロ・ロベルト・ローシャ（Paulo Roberto Rocha、1961年8月30日 - ）は、ブラジル・サンタカタリーナ州クリシューマ出身のサッカー選手、サッカー指導者。ポジションはセンターフォワードまたは右ミッドフィールダー。
Kリーグ時代の登録名はホーシャ（ハングル: 호샤）、日本リーグ時代の登録名はクリシューマ。

## 経歴

### 選手時代
クリシューマでキャリアをスタートさせ、1976年から1982年までプレーした。1983年にアメリカ-SP、1984年にバングーに移籍。バングーでは1984年に韓国で開催された大統領杯国際サッカー大会に優勝し、ハレルヤFCとの決勝戦で彼は2得点をあげた。
1985年から1986年までレンタル移籍により韓国の浦項製鉄アトムズに在籍し、2年間で40試合12ゴール（リーグ戦28試合9ゴール、リーグカップ12試合3ゴール）を記録、1986年に韓国スーパーリーグに優勝した。1987年にバングーに復帰。1988年、バングーの同僚であるマウロ・ガウボン、マリーニョとともにボタフォゴに移籍した。ボタフォゴには1990年まで在籍し、1989年と1990年にカンピオナート・カリオカに優勝した。
1991年にインテルナシオナル移籍を経て、1991年から1992年まで日本のトヨタ自動車でプレーし、日本サッカーリーグ1部で19試合出場2得点2アシスト。1991年の第2回コニカカップでは、本田技研との決勝戦にて決勝点を含むハットトリックをあげて6対5の勝利に貢献、大会の最優秀選手と得点王（8ゴール）に輝いた。
1993年、アメリカンプロフェッショナルサッカーリーグに所属するアメリカ合衆国のクラブ、ロサンゼルス・サルサと契約した。1993年はリーグのゴール数とアシスト数の合計ポイントおよびゴール数の1位になり、ベストイレブンとリーグMVPに選ばれた。1994年、彼はチームメイトのポール・ライトと同数で合計ポイントの1位、ゴール数では2位となり、2シーズン連続でベストイレブンとリーグMVPに選ばれた。1994シーズン限りでサルサが解散すると、彼はカナダのモントリオール・インパクトに移籍した。1995年秋から1996年までメキシコのアトレティコ・セラジャでプレーした。

### 指導者時代
2001年にバヘイラス、2002年にカマサリFCで監督を務めた。2006年にクリシューマの監督に就任したが同年1月23日に解任された。